# Robert Smith (énekes)
Robert James Smith (Blackpool, 1959. április 21. –) angol énekes, gitáros és dalszerző. A The Cure nevű angol alternatív rock együttes énekese és fő dalszerzője, illetve az 1976-ban alapított zenekar egyetlen alapító tagja, aki a jelenlegi felállásban is játszik. Smith egy multi-instrumentalista, aki tud játszani gitáron, basszusgitáron, bőgőn, billentyűs hangszereken, hegedűn, fuvolán, trombitán és szájharmonikán. Úttörő gitáros a new wave, indie és rock műfajokban.

## Korai évek
Robert, a harmadik gyerek a négyből a Smith családban. Apja: Alex Smith, anyja: Rita Smith
Testvérei: Richard, Margaret és Janet. Janet Porl Thompsonnak, a zenekar korábbi „második” gitárosának a felesége.
Smith katolikus neveltetésben részesült, a Notre Dame iskolába járt, majd a Szent Wilfrid gimnáziumban tanult tovább Crawley-ban. Jó tanuló volt, bár miután gitározni kezdett, 11 éves korától már csak a zene érdekelte. Hatással volt rá a The Beatles, Nick Drake, Jimi Hendrix, a The Stranglers, az Ink Spots, Syd Barrett és David Bowie.
Smith 1988 óta házasságban él gyermekkori szerelmével, Mary Poole-lal. A házaspár úgy döntött, hogy nem vállalnak gyereket.

## Szerepe a The Cure-ban
Először egy négytagú bandában szerepelt, Easy Cure nevű bandájában, ahonnan Porl Tompson (gitár) kilépett, majd Michael Dempseyvel, és Lol Tolhursttel együtt megalapították a The Cure zenekarukat. A The Cure felállása már többször megváltozott, de Robert Smith még mindig a banda tagja, énekesként, és gitárosként.

## Magyarul megjelent művei
- Richard Carmanː Robert Smith & The Cure. Vágyak és vallomások; ford. Szántai Zsolt, Mikó Dániel; Silenos, Bp., 2010